# Adolf Siegmund
Adolf Siegmund (27. listopadu 1831 Teplice – 8. září 1916 Teplice) byl rakouský a český stavební podnikatel a politik německé národnosti, v 2. polovině 19. století poslanec Českého zemského sněmu a Říšské rady, starosta Teplic.

## Biografie
Pocházel ze starousedlého teplického rodu, který ve městě pobýval již od počátku 18. století. Jako mladík se účastnil revolučního roku 1848 a byl pak zatčen.
Vystudoval pražskou polytechniku a Vysokou školu technickou ve Vídni. Získal titul inženýra. Začínal jako drážní a důlní inženýr (podílel se na stavbě železniční trati Praha–Podmokly). Působil jako inženýr u zemského stavebního úřadu v Budíně (dnešní Budapešť). Následně byl pracovníkem stavebního úřadu ve Vídni a potom nastoupil do státních drah, kde měl mimo jiné na zodpovědnost výstavbu nového úseku u Temešváru. Stát jej tehdy vyslal i na studijní cestu do Orientu. Od roku 1862 působil jako civilní inženýr v Teplicích. S Heinrichem Siegmundem založili stavební firmu, která zodpovídala za výstavbu významných městských a lázeňských budov. Mezi její díla patří například Jubilejní kašna (dnes tzv. Kolostujova kašna, z roku 1862), přestavba Císařských lázní (1870–1872), radnice (1885), Muzikantský dvůr, nová budova gymnázia (dnes obchodní akademie) nebo škola v Alejní ulici. V letech 1879–1880 si získal reputaci, když se mu podařilo zachránit teplické prameny ohrožené kvůli rozšiřování hnědouhelné těžby na Döllingerově šachtě. Díky tomu mu bylo roku 1882 jednomyslně uděleno čestné občanství. Od 60. let byl také aktivní ve veřejném životě, zprvu jako městský radní a okresní starosta. Počátkem 90. let se stal zástupcem starosty a od září 1896 do roku 1899 byl starostou Teplic. Ve funkci se snažil slaďovat zájmy turistického a lázeňského ruchu i průmyslového rozvoje.
V 70. letech 19. století se zapojil i do zemské politiky. Ve volbách v roce 1878 byl zvolen na Český zemský sněm za městskou kurii (obvod Teplice – Ústí n. Labem). Uvádí se jako nezávislý německý kandidát, který porazil oficiálního liberálního kandidáta takzvané německé Ústavní strany. Na poslanecký mandát rezignoval roku 1880. Do sněmu se za svůj obvod vrátil ve volbách v roce 1883. Poslanecké křeslo obhájil i ve volbách roku 1889 (nyní se již uvádí jako německý liberál) a volbách roku 1895. Po jistou dobu působil jako místopředseda sněmovního klubu německých liberálních poslanců (Německá pokroková strana). V roce 1895 se uvádí jako 2. místopředseda a zároveň člen výkonného výboru a parlamentární komise strany. Poté, co zemřel roku 1899 poslanec Ludwig Schlesinger, převzal Siegmund dočasně i post předsedy poslaneckého klubu německých liberálů.
Zasedal také v Říšské radě (celostátní zákonodárný sbor), kam byl zvolen ve volbách do Říšské rady roku 1885 za městskou kurii, obvod Ustí, Chabařovice atd. Mandát ve vídeňském parlamentu obhájil ve volbách do Říšské rady roku 1891 za týž obvod. Setrval tu do konce funkčního období parlamentu, tedy do roku 1897. Do Říšské rady se ještě vrátil ve volbách roku 1901, nyní za kurii obchodních a živnostenských komor, obvod Liberec. Na Říšské radě zasedal v četných poslaneckých výborech (živnostenský, daňový, železniční atd.).
Po volbách roku 1885 byl členem klubu Sjednocené levice, do kterého se spojilo několik ústavověrných (liberálně a centralisticky orientovaných) politických proudů. Po rozpadu Sjednocené levice přešel do frakce Německý klub. V roce 1890 se uvádí jako poslanec obnoveného klubu německých liberálů, nyní oficiálně nazývaného Sjednocená německá levice. I ve volbách roku 1891 byl na Říšskou radu zvolen za klub Sjednocené německé levice.
Ve vídeňském parlamentu patřil do Německého klubu, později do frakce Sjednocená německá levice a od roku 1896 Německé pokrokové strany. Stranil se ale radikální nacionální agitace, což se projevilo při jeho aktivitách, například když roku 1896 předsedal sjezdu německých měst konanému v Teplicích nebo když se podílel na protestech proti Badeniho jazykových nařízeních v roce 1897. Když radikální německá mládež v roce 1899 vyvolala v Teplicích nacionalistické nepokoje, rezignoval na starostenský post. Zůstal nicméně ještě po několik let v obecním zastupitelstvu. Teprve v roce 1907 definitivně odešel z politiky.
Poté, co publikoval brožuru o významu mechanizace a strojového vybavení v malých firmách, byl jmenován do poradního sboru ministerstva obchodu pro podporu živností. Dlouhodobě zasedal v liberecké obchodní komoře.